# Marko Todorović
Marko Todorović (Podgorica, Montenegro, 19 de abril de 1992) es un jugador de baloncesto montenegrino que actualmente se encuentra sin equipo. Con 2,08 metros de estatura su puesto natural en la cancha es el de pívot.

## Trayectoria
Empezó en las categorías inferiores del Joker School Podgorica, y con 18 años ficha por el Joventut de Badalona, jugando en las categorías inferiores del club y llegando a debutar en el primer equipo catalán.
Con 20 años ficha por el FC Barcelona, donde no cuenta con muchos minutos en dos temporadas. En la temporada 2014-15 es cedido al  Bilbao Basket, realizando una gran temporada, siendo incluido en el quinteto ideal de la liga ACB. Después de revalorizarse en el equipo vasco y con ofertas del CB Málaga y del Valencia Basket, decide firmar por el equipo ruso BK Khimki por tres temporadas, aunque durante una de ellas es cedido a su anterior club, el Bilbao Basket.
En la temporada 2018-19, juega en la plantilla del Club Joventut de Badalona.
En verano de 2019, tras no querer renovar con el conjunto badalonés, se marcha a China para jugar durante dos temporadas con el Tianjin Pioneers.
El 12 de agosto de 2021, firma por el Coosur Real Betis de la Liga Endesa, cedido por el Club Joventut de Badalona, propietario de sus derechos.
El 17 de noviembre de 2021, el pívot montenegrino deja de ser jugador del Coosur Real Betis, ya que tenía cláusula de salida antes del 30 de junio, alcanzó un acuerdo con el club sevillano para poner fin a su relación contractual y fichar por el club Beijing Royal Fighters de la Chinese Basketball Association (CBA).
El 12 de diciembre de 2023, deja la Chinese Basketball Association (CBA) para unirse al UCAM Murcia CB de la Liga Endesa. El 15 de febrero de 2025 llegó a un acuerdo con el club para rescindir su contrato.